# Cavour
Cavour – miejscowość i gmina we Włoszech, w regionie Piemont, w prowincji Turyn.
Według danych na rok 2004 gminę zamieszkiwało 5286 osób, 107,9 os./km².